# Maksymilian Siemianowski
Maksymilian Siemianowski Ritter von Ehrenberg (* 1810 in Sanok, Galizien, Kaisertum Österreich; † 7. April 1878 in Sanok, Galizien, Österreich-Ungarn) war ein polnischer Maler und österreichischer Beamter, ab 1860 Kreisvorsteher von Sanok, ab 1865 Statthaltereirat ebd. 
Maksymilian Siemianowski war der Sohn von Antonina Janicka und Józef Siemianowski, der ein Staatsgut in Galizien verwaltete. 
Siemianowski stammte aus einer wohlhabenden Familie und wuchs in der Nähe von Sanok im heutigen Südosten Polens auf. Er studierte an der Theresianischen Akademie und besuchte privaten Malunterricht bei Friedrich Gauermann. Also begann er 1832 die Ausbildung zum Konzipientenpraktikum. Er wurde 1844 Konzipist bei der k. k. niederösterreichischen Amt der NÖ Landesregierung in Wien. 

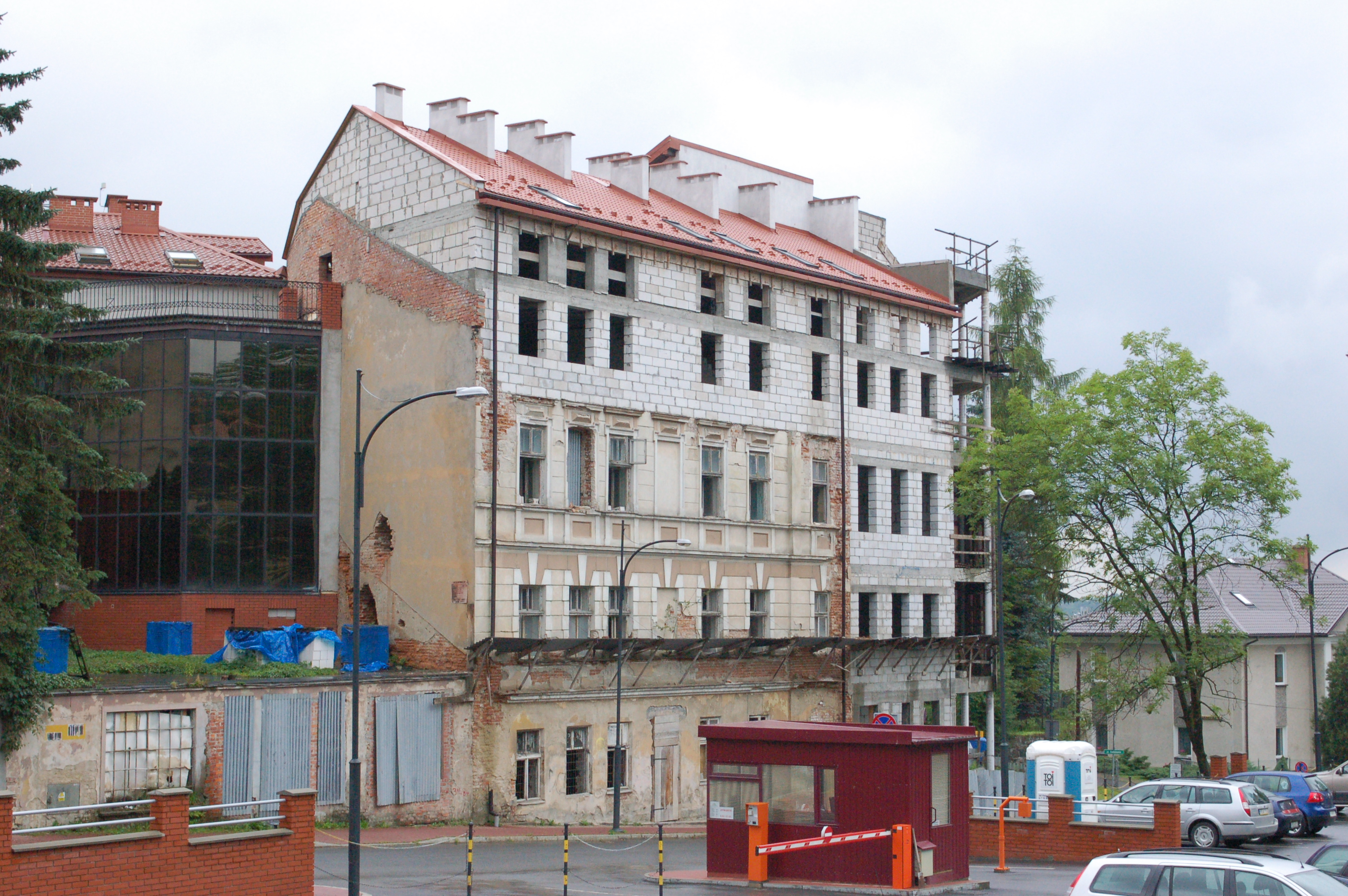
Die historische Substanz des Gymnasiumgebäudes (1880–1883) und das ehemalige Haus des Statthaltereirats Maksymilian Siemianowski an der Kreuzung Zamkowa/Cerkiewna-Straße. Das Gebäude verschwand fast vollständig unter dem Neuenhaus.

Siemianowski unternahm gemeinsame Reisemalereien mit seinem Bruder Franciszek, beide absolvierten das Theresianum in Wien, darunter 1846 in Italien (Genua, Parma, Rom, Pompeji und Sizilien), weiter über Prag nach Berlin. 
Später reiste er nach Wien und arbeitete als Kreiskommissär in Hallstatt. Wird Maksymilian Siemianowski Konservator für die öffentlichen Baudenkmale.
Ab 1858 war er Mitglied der Akademie der Wissenschaften in Krakau. 
Er malte hauptsächlich Aquarelle, Genre- und auch historische Bilder sowie Porträtbilder mit Szenen aus dem italienischen Landleben.
1869 wurde er in den Ritterstand erhoben. 
Sein jüngerer Bruder Franciszek Ksawery (1811–1860) war ebenfalls Maler.